# Petrus Albertus van der Parra
Petrus Albertus van der Parra (Colombo, Ceylon 29 september 1714 - Weltevreden, Batavia, 29 december 1775) was een koloniaal ambtenaar, die na een administratieve loopbaan binnen de VOC in Azië, van 1761 tot 1775 gouverneur-generaal was. Zijn periode als gouverneur-generaal werd gekenmerkt door corruptie en nepotisme.

## Jeugd en ambtelijke loopbaan
Petrus Albertus van der Parra stamde uit een familie van VOC-ambtenaren. Petrus Albertus was al de derde generatie Van der Parra die op Ceylon woonachtig was. Zijn vader bekleedde de functie van secretaris van het gouvernement te Colombo.
Op 14-jarige leeftijd begon Van der Parra zijn loopbaan bij de VOC op Ceylon, eerst als "soldaat van de penne" (eenvoudig administratief medewerker), daarna in 1731 als assistent en uiteindelijk in 1732 als boekhouder. Zijn carrière nam een vlucht toen hij in 1736 naar Batavia verhuisde, waar hij de functie van onderkoopman combineerde met die van ontvanger en boekhouder van de generale secretarie van de VOC. In 1739 werd hij koopman en geheimschrijver van de secretarie, twee jaar later werd hij bevorderd tot tweede secretaris, en in 1747 tot eerste secretaris van de "Hoge Regering" te Batavia.
Vanaf november 1747 was Van der Parra buitengewoon lid van de Raad van Indië en vanaf 1751 "raad ordinair", volwaardig lid van deze raad, het hoogste bestuurlijke orgaan binnen de VOC in Indië, naast de gouverneur-generaal. In 1752 werd hij president van het College van Heemraden, belast met het op orde houden van het kadaster, later tevens lid van de "Schepenbank" (de rechtbank), regent van het ziekenhuis, en uiteindelijk in 1755 "eerste raad van Indië" en directeur-generaal van de VOC: In de praktijk tweede man in Nederlands-Indië naast de gouverneur-generaal.

## Gouverneur-generaal van Nederlands-Indië

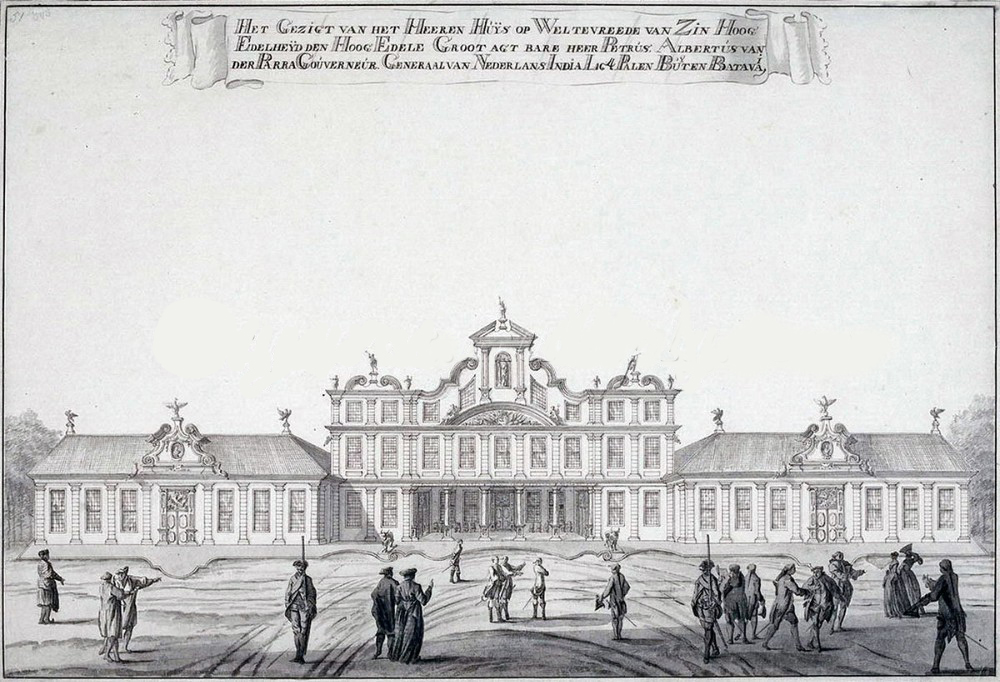
Het landhuis van Van der Parra

Petrus Albertus werd op 15 mei 1761, na het overlijden van gouverneur-generaal Jacob Mossel, als "eerste raad van Indië" tot diens opvolger benoemd. In 1762 kwam de officiële bevestiging van de benoeming van Van der Parra door de Heren XVII. Zijn overdadige inhuldiging, compleet met gouden herdenkingspenningen en het instellen van zijn verjaardag tot nationale feestdag, stelde Van der Parra uit tot 29 september 1762.
Tot de bestuursperiode van Van der Parra behoren de uiteindelijke onderwerping van het koninkrijk Kandy op Ceylon, en de verovering van Siak op oost Sumatra.
Contracten werden afgesloten met de hoofden van Bima, Dompo, Tambora, Sangar en Papekat op Soembawa. Gedurende de eerste helft van zijn bestuur werd de handel buiten de VOC om streng aangepakt. Later werd privéhandel meer openlijk toegelaten, mogelijk om het hoofd te kunnen bieden aan talrijke, vooral Engelse, "onderkruipers" die op alle mogelijke manieren probeerden het handelsmonopolie van de VOC te omzeilen. Deze handel door particulieren werd nu ten dele, na het betalen van belasting, toegelaten.
Van der Parra regeerde overigens met slappe hand en liet veel van het bestuur over aan vrienden en verwanten, aan wie hij veel goed betaalde banen weggaf of verkocht. Uiteindelijk bestond de Raad van Indië bij zijn dood in 1775 onder andere uit zijn oom, neef, schoonvader en schoonzoon.
Hoewel de Heren XVII op de hoogte waren van Van der Parras praktijken, grepen zij niet in.
De Euraziatische Van der Parra is de enige gouverneur-generaal in de geschiedenis van de VOC die Europa nooit bezocht heeft. Hij overleed op de speciaal voor hem gebouwde buitenplaats Weltevreden buiten Batavia op 29 december 1775.